# Anicet Abel
Anicet Abel Andrianantenaina (Antananarivo, 13 de março de 1990) é um futebolista malgaxe que joga como meio-campista. Atualmente está sem clube.

## Carreira
Nascido em Antananarivo, jogou nas categorias de base do Ajesaia, clube da capital malgaxe, entre 2002 e 2004, ano em que mudou-se para a França. Em 2008, foi promovido das categorias de base do Auxerre para a equipe de reservas, disputando o Championnat de France Amateur, a quarta divisão nacional. Foram, no total, 42 partidas e 4 gols durante 3 temporadas.
Em 2011, foi para a Bulgária, onde permanece até hoje - passou por Chernomorets Burgas, CSKA Sófia e Botev Plovdiv antes de assinar com o Ludogorets Razgrad em 2014.

## Seleção Malgaxe
Sua primeira convocação para a Seleção Malgaxe foi em julho de 2007, aos 17 anos. Anicet não voltaria a figurar em nenhuma outra escalação dos Barea até 2015, quando fez sua estreia oficial em agosto, contra Angola, pelas eliminatórias da Copa das Nações Africanas de 2017. Um mês depois, fez o seu primeiro gol pela seleção, na partida contra a República Centro-Africana, desta vez pelas eliminatórias africanas para a Copa de 2018.